# Kiến trúc Byzantine

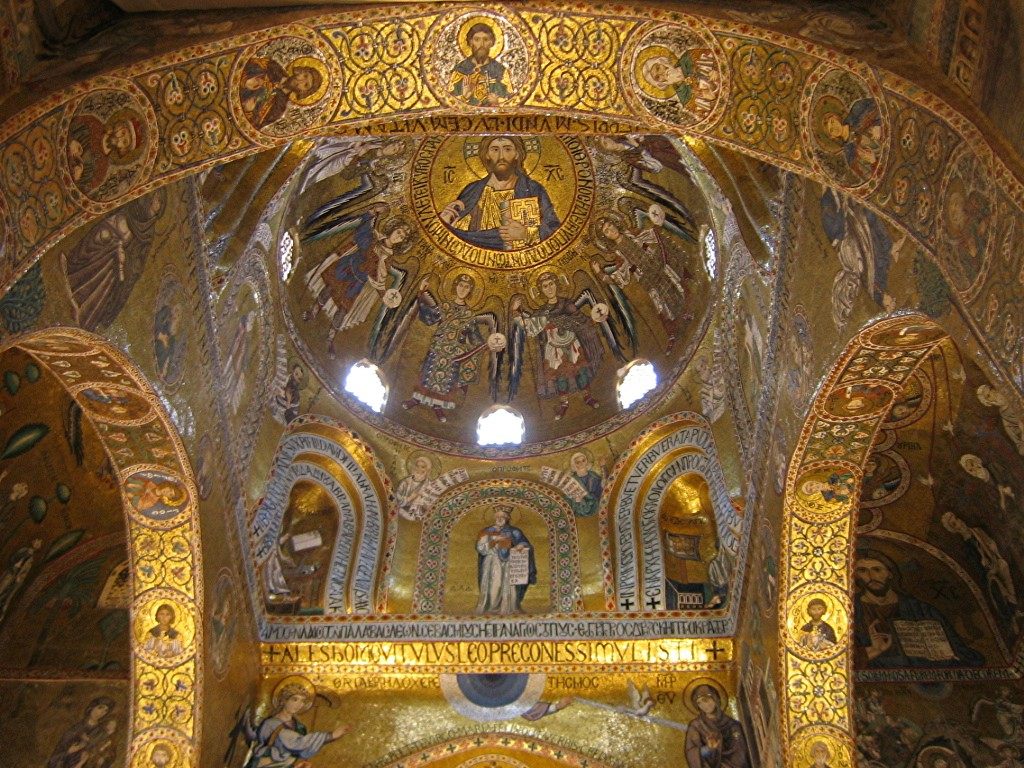
Thánh đường Palatina - xây dựng theo phong cách kiến trúc Byzantine. Nghệ thuật khảm đá trong nội thất được thực hiện bởi những họa sĩ Byzantine

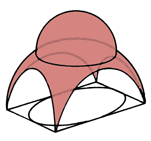
Kết cấu vòm trong kiến trúc Byzantine

| Lịch sử kiến trúc phương Tây |
| Kiến trúc thời kì đồ đá      |
| Kiến trúc Ai Cập cổ đại      |
| Kiến trúc Lưỡng Hà           |
| Kiến trúc cổ điển            |
| Kiến trúc Hy Lạp cổ đại      |
| Kiến trúc La Mã cổ đại       |
| Kiến trúc thời Trung Cổ      |
| Kiến trúc Byzantine          |
| Kiến trúc Romanesque         |
| Kiến trúc Gothic             |
| Kiến trúc Phục Hưng          |
| Kiến trúc Baroque            |
| Kiến trúc Rococo             |
| Kiến trúc Tân cổ điển        |
| Kiến trúc hiện đại           |
| Kiến trúc hậu hiện đại       |
|                              |
| Các mục từ                   |

Kiến trúc Byzantine là một phong cách kiến trúc xuất phát từ Constantinopolis, thủ đô của đế quốc Đông La Mã (hay còn gọi là đế quốc Byzantine; 330-1453), tiêu biểu bởi các mái vòm hình tròn và các mái vòm có khoảng vượt lớn.

## Hoàn cảnh xã hội
Thời Trung cổ là thời kỳ xuất hiện và hưng thịnh của chế độ phong kiến, với sự thống trị của các chúa đất châu Âu.
Sự phân hóa của đế quốc La Mã thành hai phần Đông - Tây do có các hoàn cảnh kinh tế - xã hội khác biệt là nguyên nhân chính khiến chế độ phong kiến Đông và Tây có những tiến trình khác nhau. Ở phương tây, sau khi đế quốc Tây La Mã tan rã thì chỉ còn lại một thế lực duy nhất có tầm ảnh hưởng trên toàn lãnh thổ là Giáo hoàng. Ở phương Đông, nhờ sự ủng hộ của chính quyền phong kiến và của Thiên chúa giáo, các nền văn hóa cổ truyền vùng Ả Rập, văn hóa Đông La Mã không hề bị suy sụp trước hoàn cảnh mới, mà còn có điều kiện phát triển mạnh mẽ hơn trước. Tại Byzantine thuộc Đông La Mã, những thành tựu của kỹ thuật xây dựng thời kỳ trước được tiếp tục hoàn thiện như các mái vòm đường kính lớn, các vòm cuốn gạch, các cấu tạo được thực hiện một cách mạch lạc, cân bằng, đầy tính logic.
Đế quốc Byzantine bao gồm các nước thuộc phía đông Địa Trung Hải được thành lập do hậu quả của sự tan rã và chia đôi đế quốc La Mã. Byzantine lấy thủ đô là Constantinopolis (theo tên của Hoàng đế La Mã Constantinus I) - một thành phố ở phía Nam biển Đen. Đế chế kéo dài trong hơn một thiên niên kỷ, ảnh hưởng đáng kể đến kiến trúc thời Trung cổ và Phục hưng ở châu Âu và, sau thời kỳ người Thổ Nhĩ Kỳ Osman chiếm Constantinopolis vào năm 1453, đã dẫn trực tiếp đến kiến trúc của đế chế Osman.

## Vị trí địa lý
Góp mặt vào nền văn hóa Byzantine có các nước Hy Lạp, Ai Cập, Syria, Tiểu Á. Nằm ở vị trí giáp ranh giữa Đông và Tây, nền văn hóa Byzantine in đậm dấu ấn truyền thống của cả hai vùng này. Trong kiến trúc Byzantine, người ta dễ dàng nhận thấy cả các yếu tố phương Đông lẫn các yếu tố Hy Lạp - La Mã cổ đại.

## Kiến trúc
Kiến trúc Byzantine sớm được xây dựng như một sự tiếp nối của kiến trúc La Mã cổ đại. Chuyến dịch về phong cách, tiến bộ công nghệ, và thay đổi chính trị và lãnh thổ có nghĩa là một phong cách khác biệt dần dần xuất hiện và thấm nhuần ảnh hưởng nhất định từ vùng Cận Đông và kế hoạch sử dụng cách bố trí Hy Lạp trong kiến trúc nhà thờ. Các tòa được tăng độ phức tạp hình học, gạch và thạch cao đã được sử dụng ngoài việc đá trong trang trí của các cấu trúc quan trọng công cộng, các trật tự cổ điển đã được sử dụng tự do hơn, ghép thay thế trang trí chạm khắc, mái vòm phức tạp dựa trên cầu tàu lớn, và cửa sổ ánh sáng lọc qua tấm mỏng thạch cao tuyết hoa nhẹ nhàng để chiếu sáng nội thất.

## Công trình tiêu biểu
- Thánh đường Palatina
- Hagia Sophia
- Vương cung thánh đường Thánh Máccô